# Strážní věž (Rožňava)
Strážní věž je věž nalézající se uprostřed Hornického náměstí v Rožňavě. Strážní věž je chráněna jako národní kulturní památka Slovenské republiky pod číslem  ÚZPF: 808-462/1.

## Historie
Věž má výšku 38 m a v minulosti byla součástí původní radnice. Stavba věže jako ochranného prvku proti tureckému nebezpečí začala v roce 1643 za rychtáře Martina Weiszera. Dokončena byla v roce 1654, kdy rožňavský rychtář Matej Bakoš pozval do města spišského stavitele Juraje Gerscheuera. Na jižní straně věže byla umístěna pamětní deska se jmény obou rychtářů, datem výstavby a znakem města a ve střeše byla umístěna pamětní listina, v níž Ján Althuem Missnico podrobně popsal všechny události uplynulých 11 let. Nad deskou je umístěna kamenná turecká dělová koule.
V osmém patře věže je malá místnost pro stráž, která měla velmi dobrý výhled na všechny strany. V roce 1766 vyhořela a při opravách dostala dnešní barokní taškovou střechu. Věž je proslulá tím, že měla nejpřesnější hodiny v Uhersku.
V roce 1997 byla věž obnovena a zpřístupněna turistům jako rozhledna. V období od září do prosince 2016 proběhla její rekonstrukce.
Věž měla původně 3 zvony, ale dochoval se pouze jeden, odlitý firmou Buchner v roce 1934. Dochovala se také hodinová zvonkohra.

## Galerie

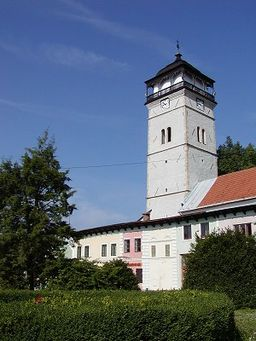
Strážní věž v Rožňavě
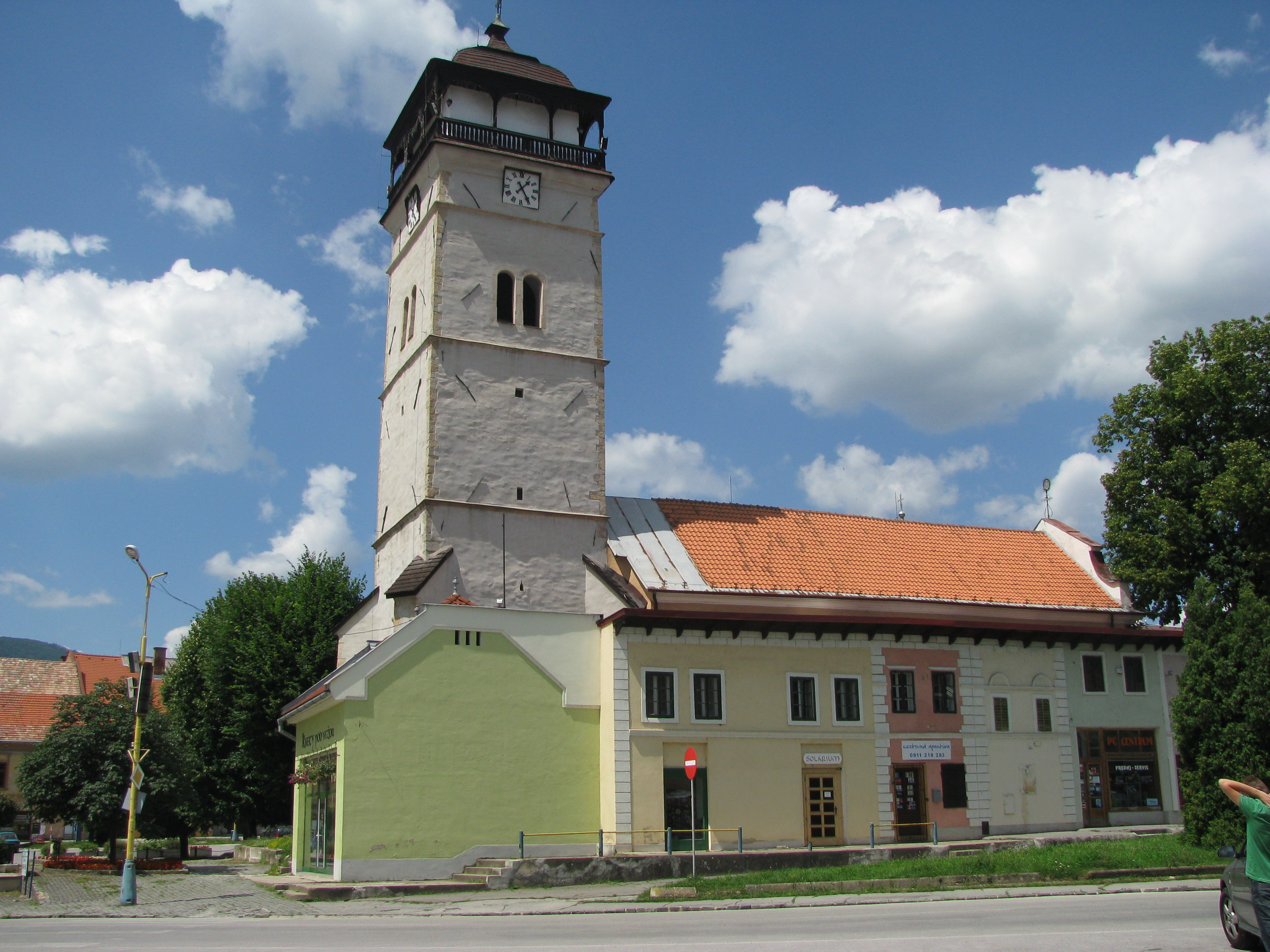
Strážní věž v Rožňavě
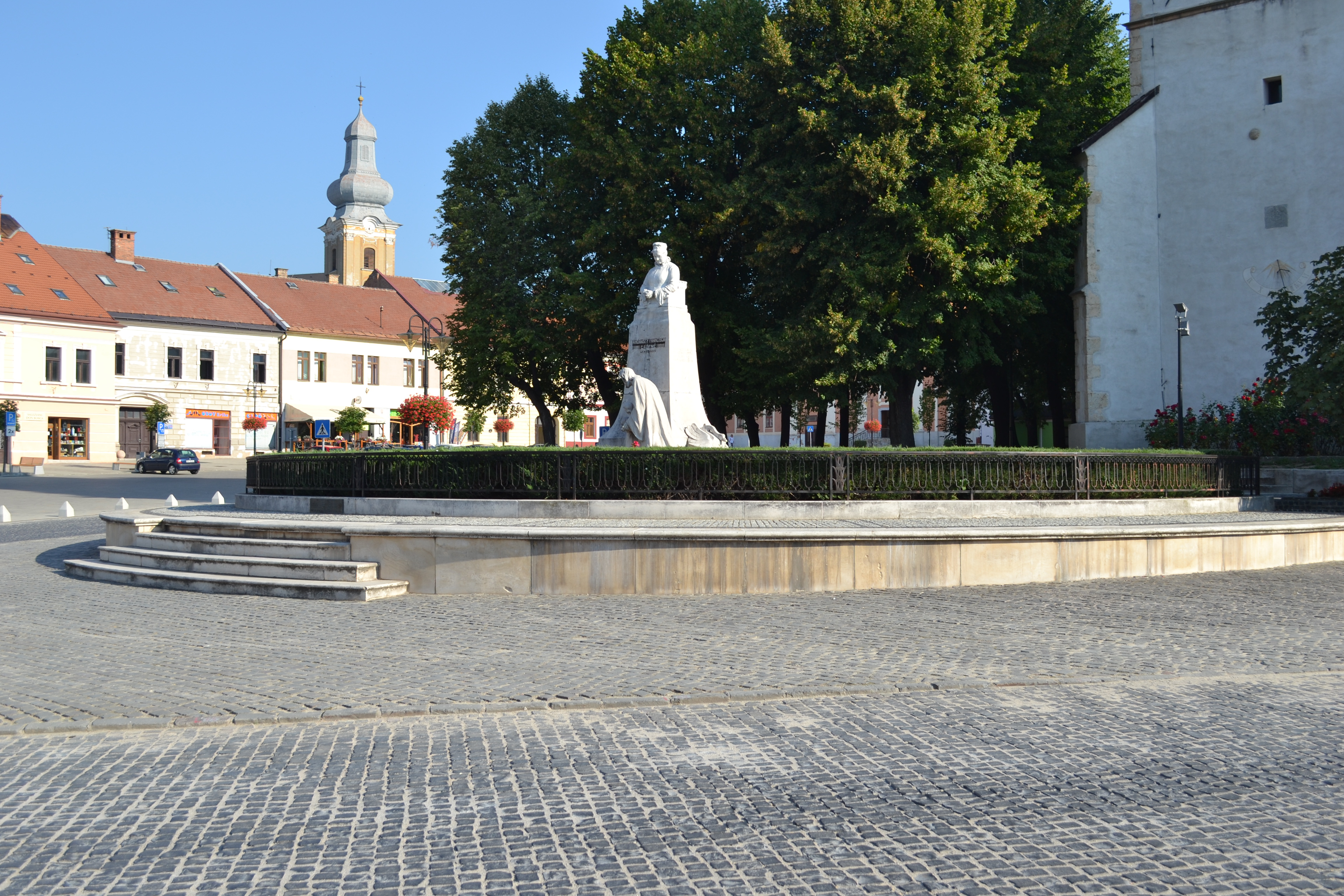
Strážní věž v Rožňavě
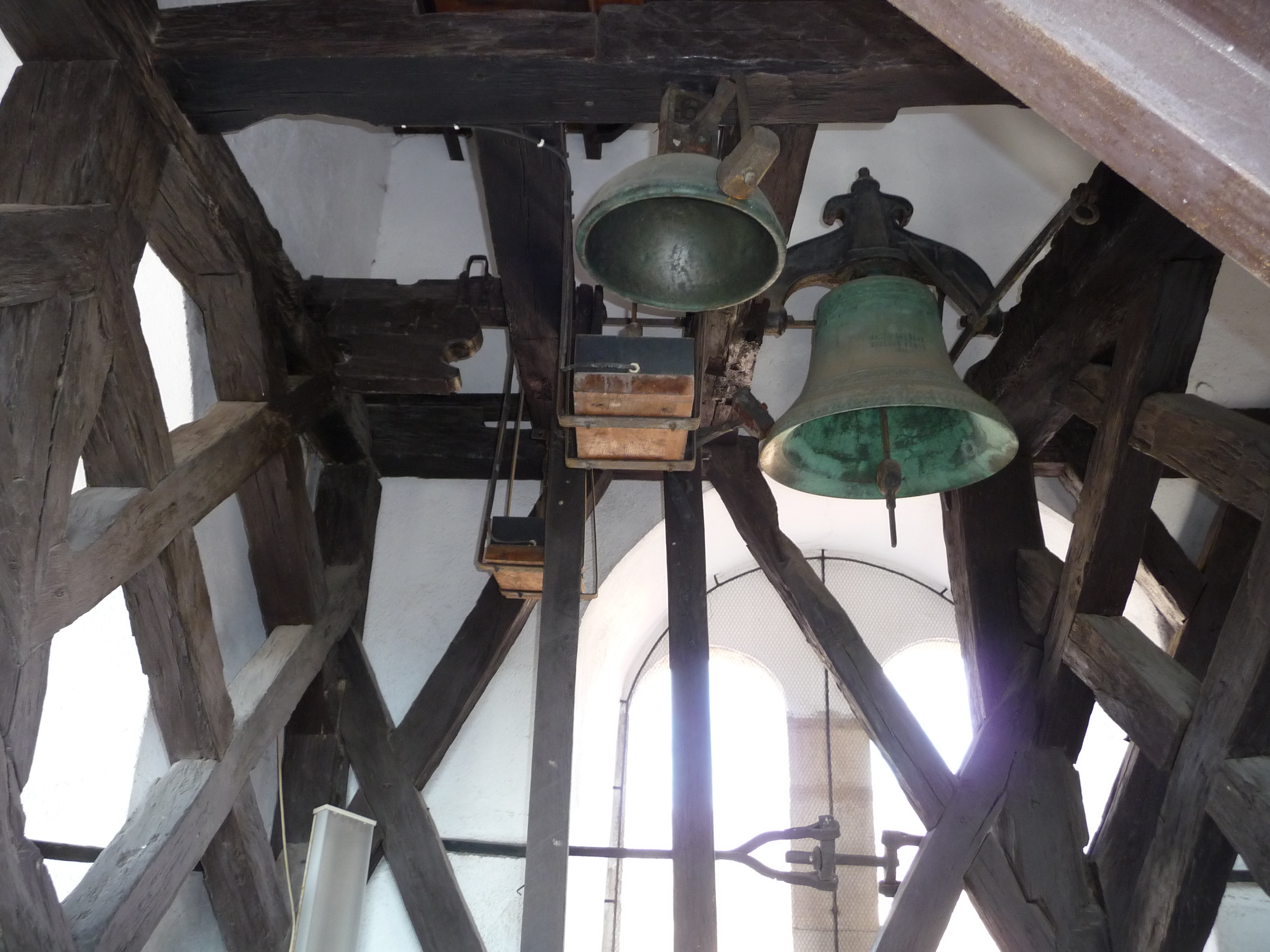
Poschodí se zvonkohrou
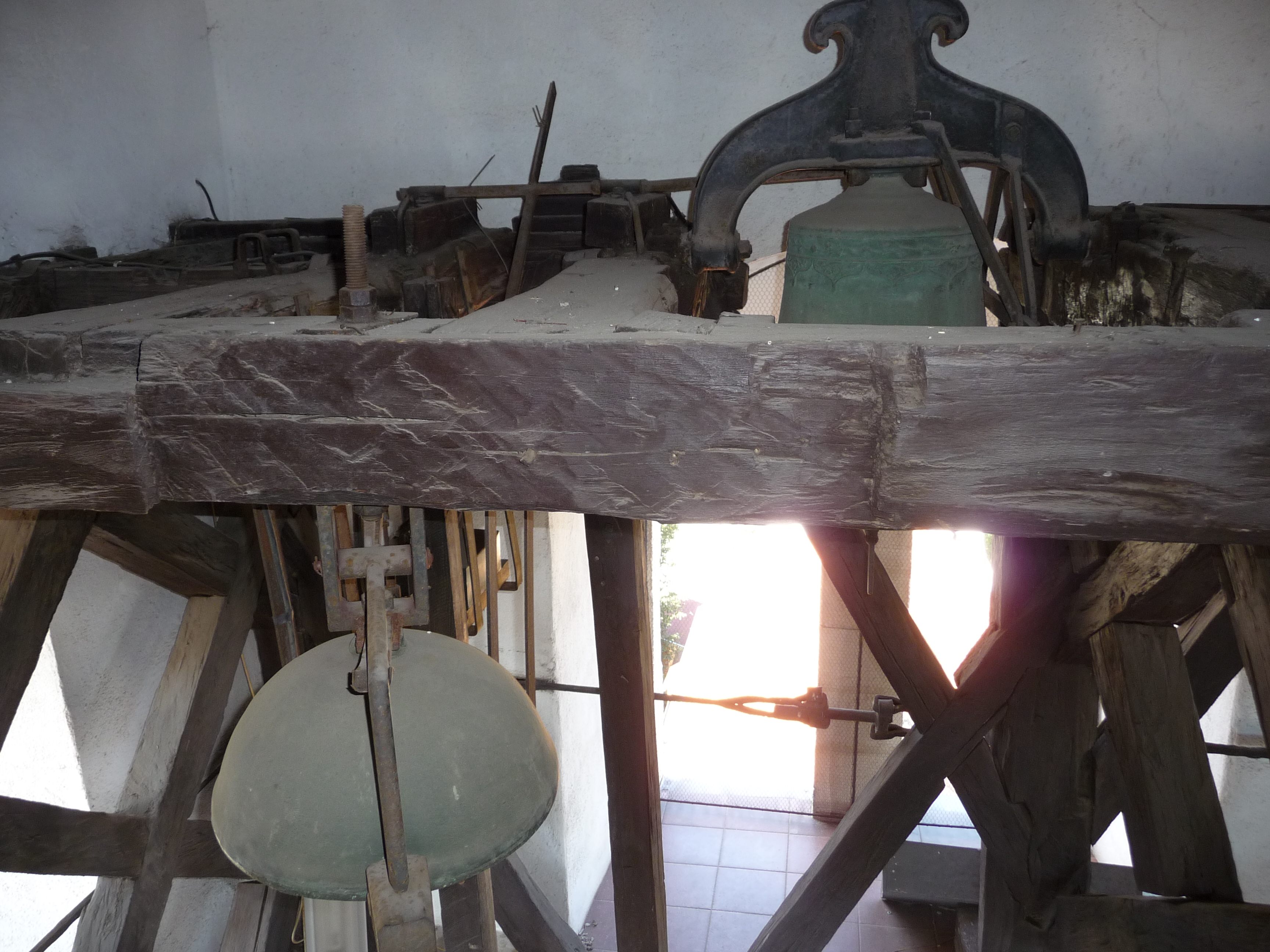
Zvonkohra
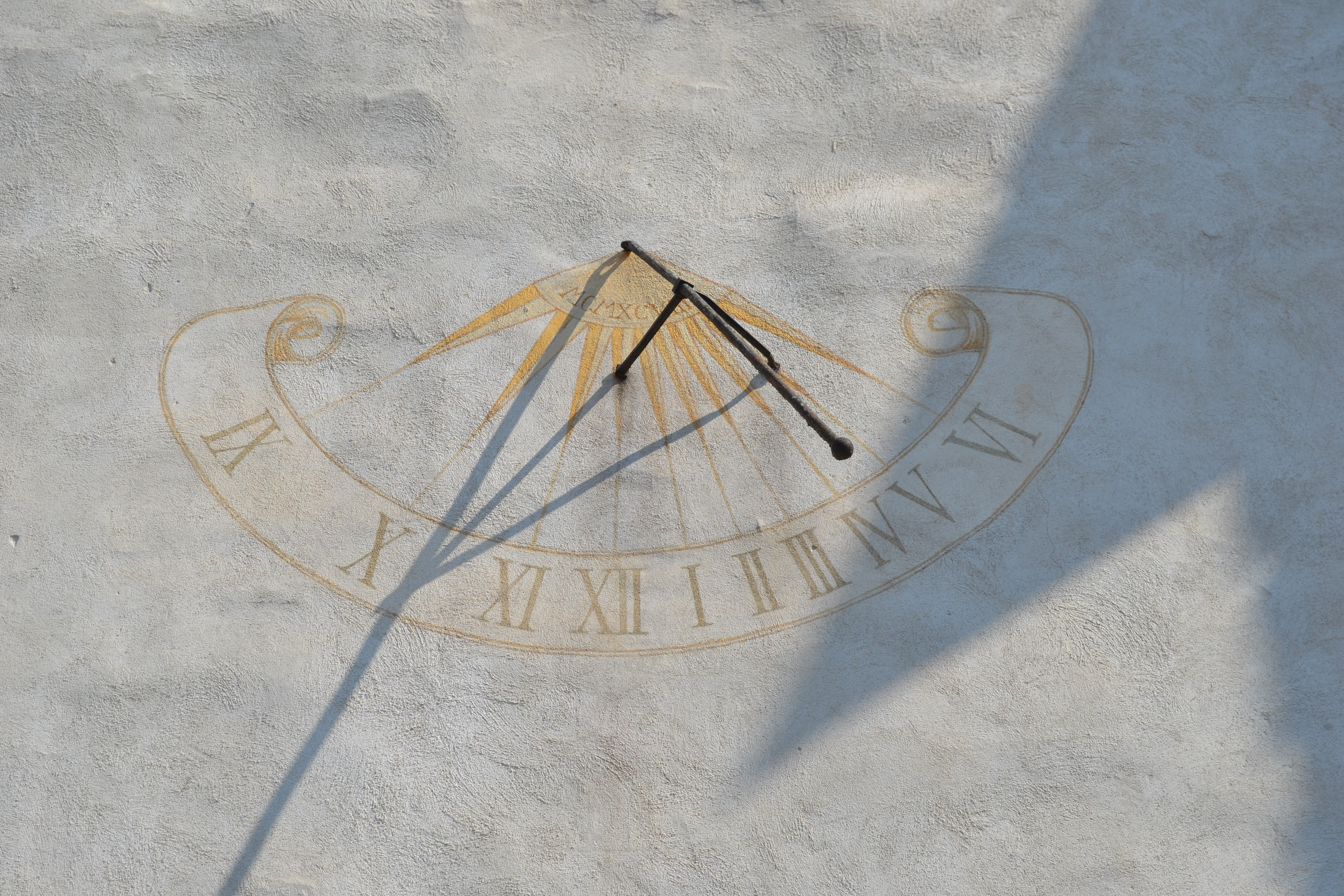
Sluneční hodiny na věži
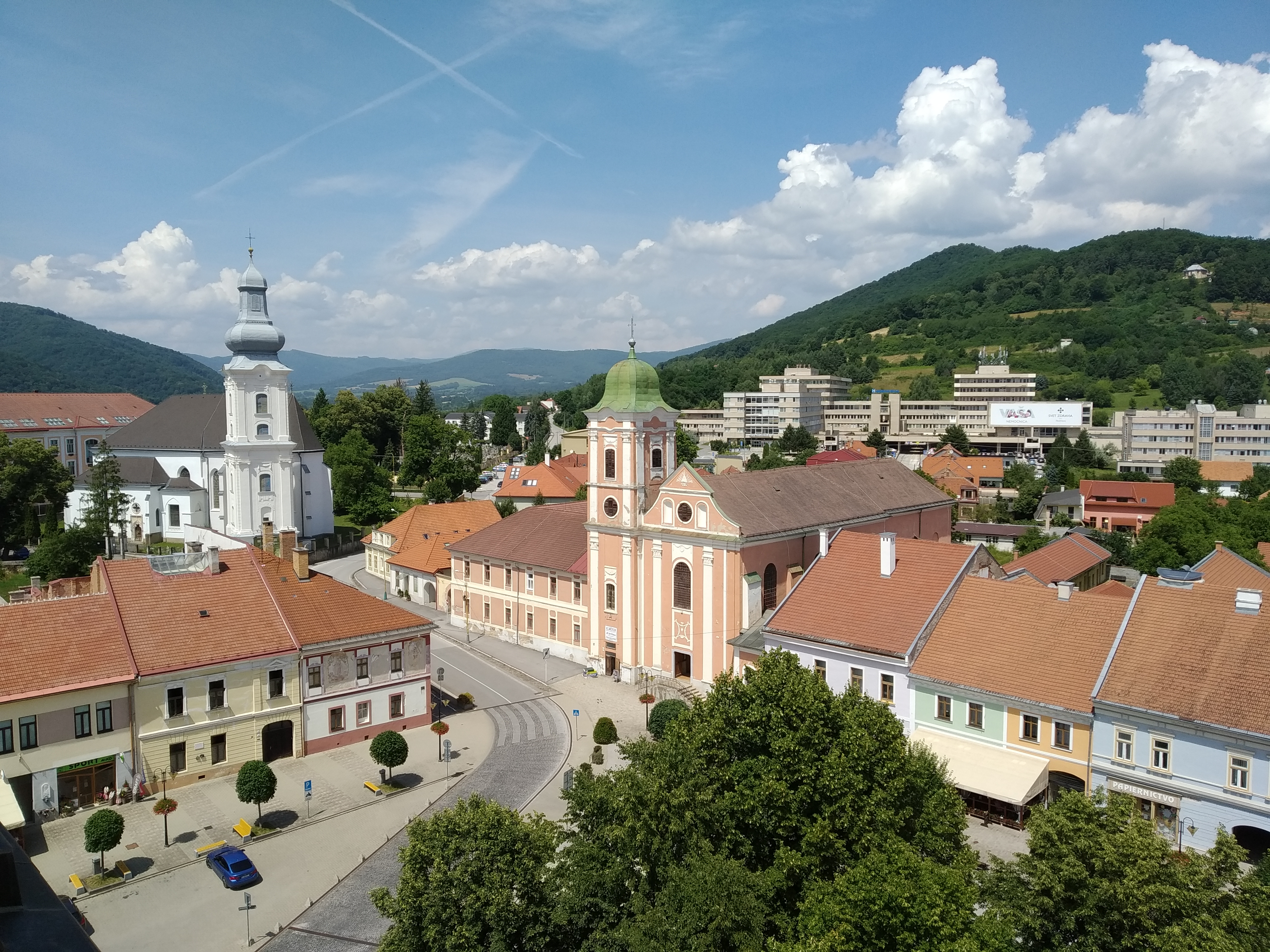
Pohled z věže na náměstí
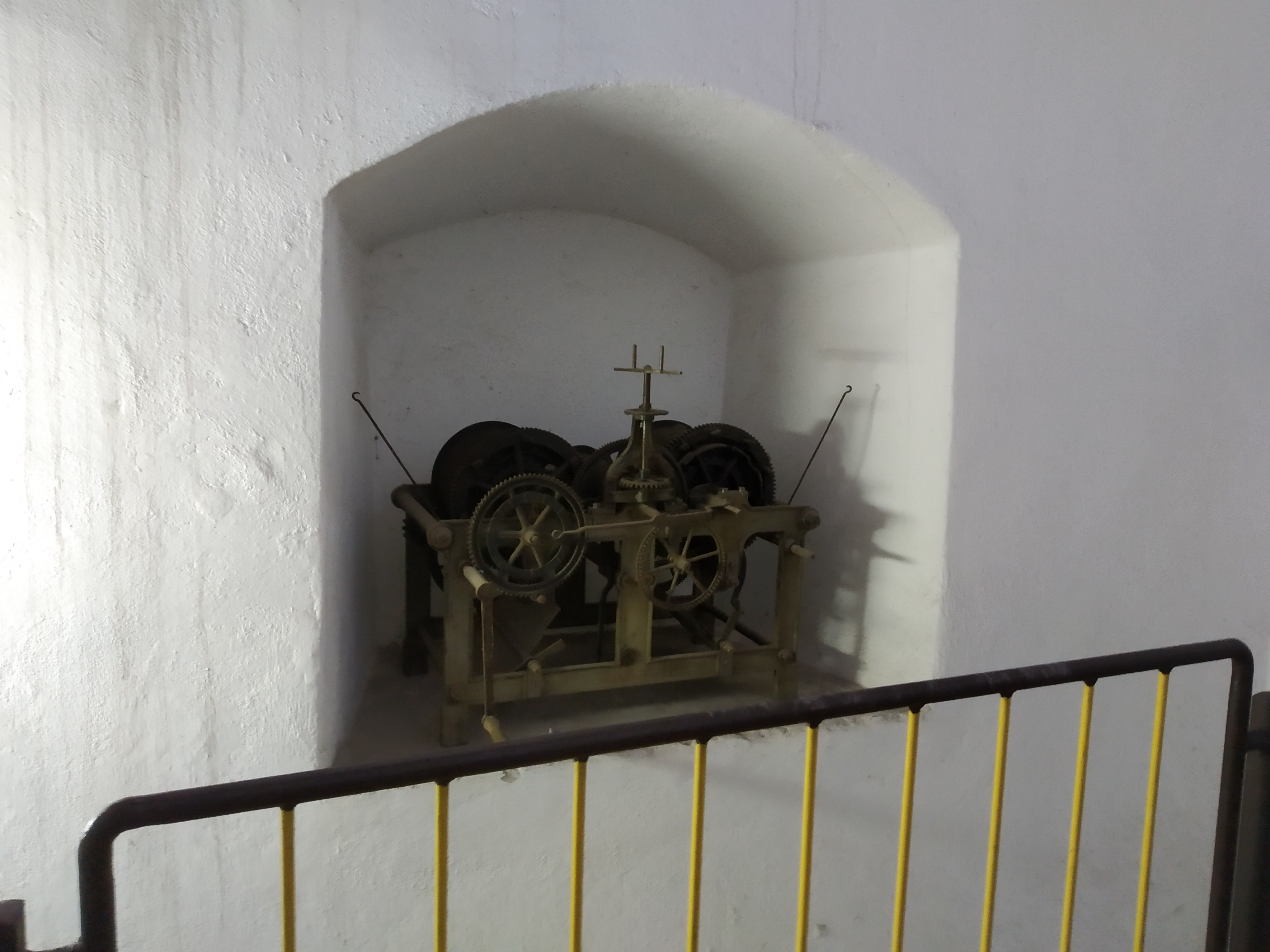
Mechanismus hodin